# WWF WrestleMania: The Arcade Game
WWF WrestleMania (на домашних консолях — WWF WrestleMania: The Arcade Game) — это аркадная игра про рестлинг, выпущенная компанией Midway в 1995 году. Она основана на рестлинг-промоушне World Wrestling Federation (WWF).
В игре представлены оцифрованные изображения восьми рестлеров WWF, которые противостоят друг другу в стремительных матчах, вдохновленных играми Midway Mortal Kombat и NBA Jam. Комментарии дают Винс Макмэн и Джерри «Король» Лоулер, которые также появляются в игре, сидя за комментаторским столом справа от ринга, а Говард Финкель приветствует игроков на WrestleMania на начальном экране.
Компания Acclaim, опубликовавшая консольные версии игры, разработала продолжение — WWF In Your House для PlayStation, Sega Saturn и MS-DOS.

## Игровой процесс

Лекс Люгер против Рейзора Рамона

Хотя игра WWF WrestleMania основана на рестлинге, её оцифрованная графика и быстрый геймплей делают её скорее файтингом, чем спортивной игрой. Это отличает эту игру от предыдущих и будущих видеоигр WWF/WWE, так как игра содержит гипертрофированные и очень карикатурные атаки. Например, Клоун Доинк достает молоток из воздуха, рука Рейзора Рамона превращается в лезвие, а кулаки Бам Бам Бигелоу загораются. Хотя в игре присутствуют настоящие рестлинг-приёмы, матчи состоят в основном из ударов и специальных приёмов. Есть и другие сходства с играми Mortal Kombat, например, апперкоты, от которых противник взлетает ввысь, безупречные победы и очень юмористическая анимация персонажей.
В однопользовательском режиме WWF WrestleMania игроку предстоит выбрать одну из восьми суперзвезд реслинга — Брета Харта, Гробовщика, Шона Майклза, Рэйзора Рамона, Бам Бам Бигелоу, Ёкодзуну, Клоуна Доинка и Лекса Люгера.

## Отзывы
По данным RePlay, WWF WrestleMania: The Arcade Game была третьей по популярности аркадной игрой своего времени. Брюсед Ли из GamePro дал положительную рецензию аркадной версии, особенно похвалив «непревзойденный» уровень детализации оцифрованных персонажей, остроумное чувство юмора и доступное управление. Он резюмировал: «Уберите баскетбол из NBA Jam, уберите кровь из Mortal Kombat, добавьте известных рестлеров, и вы получите WWF WrestleMania, одну из самых захватывающих аркадных игр на сегодняшний день». Рецензент Next Generation аналогично описал WWF Wrestlemania как своего рода бескровный Mortal Kombat, и сказал, что она похожа на WWF Raw, но «намного лучше». Он похвалил «чисто оцифрованных» персонажей, разнообразие приемов, а также чувство юмора.